# Civil War (film)
Civil War är en amerikansk action- och dramafilm från 2024. Filmen är regisserad av Alex Garland som även skrivit filmens manus.
Filmen hade biopremiär i Sverige den 17 april 2024, utgiven av Scanbox Entertainment.

## Handling
Filmen utspelar sig i en nära framtid och kretsar kring ett modernt inbördeskrig i USA. 19 amerikanska delstater har brutit med federala staten, och strider råder över stora delar av landet. En grupp journalister försöker ta sig genom striderna och till Washington DC.

## Rollista (i urval)
- Kirsten Dunst – reporter
- Wagner Moura
- Stephen McKinley Henderson
- Cailee Spaeny
- Jesse Plemons
- Nick Offerman – USA:s president
- Karl Glusman
- Sonoya Mizuno
- Jonica T. Gibbs